# DM33
DM33 – niemiecki pocisk APFSDS pochodzący z lat 70. Wystrzeliwany z gładkolufowych armat czołgowych kalibru 120 mm. Wchodzi w skład jednostki ognia czołgu Leopard 2.

## Dane taktyczno-techniczne
- Kaliber: 120 mm
- Średnica rdzenia: 27 mm
- Masa pocisku: 7,3 kg
- Masa rdzenia: 4 kg
- Prędkość wylotowa: 1650 m/s
- Maksymalne ciśnienie w lufie: 510 MPa
- Przebijalność: 470 mm RHA[1](na odległość 2000m)